# Дейцев Олександр Миколайович
Олекса́ндр Микола́йович Де́йцев (нар. 21 липня 1954 — пом. 25 вересня 2010, Львів) — радянський та український актор. Працював у Першому українському театрі для дітей та юнацтва у Львові. Відомий завдяки ролі талісмана Левчика на домашніх іграх «Карпат», яку виконував з весни 1997 року до 2009 року. 1997 року він став третім футбольним маскотом в Україні після талісманів з Києва та Полтави. Заслужений артист України.
Митець пропрацював у театрі понад 30 років, був серед найяскравіших виконавців та улюбленців публіки. Серед його ролей у Першому українському театрі для дітей та юнацтва: Гамлет, Карлос, Мина Мазайло, гетьман Дорошенко, Швейк та інші. Колеги згадують актора як хорошу та добросердечну людину.
Помер 25 вересня 2010 року. Панахида відбулася 28 вересня, о 9:00 у капличці на вулиці Пекарській у Львові. Того ж дня об 11:00 у Першому українському театрі для дітей та юнацтва розпочалася церемонія прощання з актором.